# Championnats d'Europe d'aviron 2019
Navigation
Édition précédente Édition suivante
Les championnats d'Europe d'aviron 2019, soixante-dix-huitième édition des championnats d'Europe d'aviron, ont lieu du 31 mai au 2 juin 2019 à Lucerne, en Suisse.
Les compétitions se déroulent sur le Rotsee.

## Podiums

### Hommes
| Épreuves                           | Or | Or            | Argent | Argent        | Bronze | Bronze        |
| ---------------------------------- | --- | ------------- | --- | ------------- | --- | ------------- |
| Skiff poids légers LM1x            | Péter Galambos (HUN) | 6 min 57 s 00 | Artur Mikołajczewski (POL) | 6 min 58 s 98 | Martino Goretti (ITA) | 7 min 2 s 27  |
| Deux de couple poids légers LM2x   | Allemagne Jonathan Rommelmann Jason Osborne | 6 min 12 s 58 | Italie Stefano Oppo Pietro Ruta | 6 min 13 s 95 | Belgique Tim Brys Niels van Zandweghe | 6 min 15 s 51 |
| Quatre de couple poids légers LM4x | Italie Catello Amarante Lorenzo Fontana Alfonso Scalzone Gabriel Soares                                                                                       | 5 min 55 s 4  | Pays-Bas Hilmar Verbeek David Kampman Ward van Zeijl Bart Lukkes                                                                                     | 5 min 56 s 89 | France Léo Grandsire Hugo Beurey Benjamin David Ferdinand Ludwig                                                                                  | 5 min 57 s 05 |
| Skiff M1x                          | Oliver Zeidler (GER) | 6 min 47 s 32 | Stef Broenink (NED) | 6 min 47 s 51 | Pilip Pavukou (BLR) | 6 min 47 s 72 |
| Deux de pointe M2-                 | Croatie Martin Sinković Valent Sinković | 6 min 22 s 46 | Roumanie Marius Cozmiuc Ciprian Tudosă | 6 min 24 s 53 | Espagne Jaime Canalejo Pazos Javier García Ordóñez                                                                                                | 6 min 26 s 31 |
| Deux de couple M2x                 | Pologne Mirosław Ziętarski Fabian Barański | 6 min 13 s 51 | Suisse Barnabé Delarze Roman Röösli | 6 min 13 s 60 | Roumanie Ioan Prundeanu Marian-Florian Enache | 6 min 13 s 96 |
| Quatre de pointe M4-               | Grande-Bretagne Oliver Cook Matthew Rossiter Rory Gibbs Sholto Carnegie                                                                                       | 5 min 51 s 01 | Pologne Mikołaj Burda Mateusz Wilangowski Marcin Brzeziński Michał Szpakowski                                                                        | 5 min 53 s 90 | Allemagne Felix Brummel Felix Wimberger Max Planer Nico Merget                                                                                    | 5 min 56 s 08 |
| Quatre de couple M4x               | Pays-Bas Dirk Uittenbogaard Abe Wiersma Tone Wieten Koen Metsemakers                                                                                          | 5 min 35 s 75 | Italie Filippo Mondelli Andrea Panizza Luca Rambaldi Giacomo Gentili                                                                                 | 5 min 40 s 19 | Grande-Bretagne Jack Beaumont Jonathan Walton Angus Groom Peter Lambert                                                                           | 5 min 41 s 89 |
| Huit M8+                           | Allemagne Johannes Weißenfeld Laurits Follert Jakob Schneider Torben Johannesen Christopher Reinhardt Malte Jakschik Richard Schmidt Hannes Ocik Martin Sauer | 5 min 25 s 68 | Grande-Bretagne Thomas Ford James Rudkin Thomas George Mohamed Sbihi Jacob Dawson Oliver Wynne-Griffith Matthew Tarrant Josh Bugajski Henry Fieldman | 5 min 26 s 55 | Pays-Bas Vincent van der Want Boudewijn Röell Jasper Tissen Ruben Knab Mechiel Versluis Bram Schwarz Bjorn van den Ende Robert Lücken Aranka Kops | 5 min 27 s 97 |

### Femmes
| Épreuves                         | Or | Or            | Argent | Argent        | Bronze | Bronze        |
| -------------------------------- | --- | ------------- | --- | ------------- | --- | ------------- |
| Skiff poids légers LW1x          | Federica Cesarini (ITA) | 7 min 32 s 45 | Leonie Pieper (GER) | 7 min 34 s 17 | Marieke Keijser (NED) | 7 min 36 s 59 |
| Deux de couple poids légers LW2x | Biélorussie Anastasiia Ianina Alena Furman | 6 min 58 s 69 | France Laura Tarantola Claire Bové | 7 min 00 s 29 | Suisse Patricia Merz Frédérique Rol | 7 min 02 s 63 |
| Skiff W1x                        | Sanita Pušpure (IRL) | 7 min 23 s 18 | Jeannine Gmelin (SUI) | 7 min 24 s 04 | Miroslava Knapková (CZE) | 7 min 24 s 85 |
| Deux de pointe W2-               | Espagne Aina Cid Virginia Díaz Rivas | 7 min 14 s 14 | Roumanie Adriana Ailincai Maria Tivodariu | 7 min 15 s 52 | Italie Kiri Tontodonati Aisha Rocek | 7 min 16 s 22 |
| Deux de couple W2x               | Allemagne Leonie Menzel Carlotta Nwajide | 6 min 49 s 23 | Roumanie Nicoleta-Ancuța Bodnar Simona Radiș                                                                                                  | 6 min 50 s 56 | Italie Stefania Buttignon Stefania Gobbi | 6 min 51 s 38 |
| Quatre de pointe W4-             | Pays-Bas Ellen Hogerwerf Karolien Florijn Ymkje Clevering Veronique Meester | 6 min 24 s 84 | Roumanie Ioana Vrînceanu Viviana-Iuliana Bejinariu Mădălina Bereș Denisa Tîlvescu                                                             | 6 min 27 s 92 | Pologne Joanna Dittmann Monika Chabel Olga Michałkiewicz Maria Wierzbowska                                                                                             | 6 min 32 s 37 |
| Quatre de couple W4x             | Allemagne Michaela Staelberg Julia Lier Franziska Kampmann Frieda Hämmerling | 6 min 16 s 69 | Pays-Bas Roos de Jong Inge Janssen Sophie Souwer Olivia van Rooijen                                                                           | 6 min 17 s 08 | Ukraine Ievgeniia Dovhodko Daryna Verkhohliad Anastasiya Kozhenkova Yana Dementyeva                                                                                    | 6 min 18 s 82 |
| Huit W8+                         | Roumanie Cristina-Georgiana Popescu Amalia Bereș Madalina-Gabriela Casu Roxana Parascanu Beatrice-Mădălina Parfenie Iuliana Popa Maria-Magdalena Rusu Roxana-Iuliana Anghel Daniela Druncea | 6 min 03 s 49 | Grande-Bretagne Fiona Gammond Zoe Lee Josephine Wratten Harriet Taylor Rowan McKellar Rebecca Shorten Karen Bennett Holly Norton Matilda Horn | 6 min 03 s 55 | Russie Vasilisa Stepanova Elizaveta Kovina Ekaterina Potapova Anna Karpova Olga Zaruba Anastasia Tikhanova Ekaterina Sevostianova Elena Oriabinskaia Elisaveta Krylova | 6 min 06 s 38 |

## Tableau des médailles
| Rang  | Nation          | Or | Argent | Bronze | Total |
| ----- | --------------- | -- | ------ | ------ | ----- |
| 1     | Allemagne       | 5  | 1      | 1      | 7     |
| 2     | Pays-Bas        | 2  | 3      | 2      | 7     |
| 3     | Italie          | 2  | 2      | 3      | 7     |
| 4     | Roumanie        | 1  | 4      | 1      | 6     |
| 5     | Grande-Bretagne | 1  | 2      | 1      | 4     |
| 5     | Pologne         | 1  | 2      | 1      | 4     |
| 7     | Biélorussie     | 1  | 0      | 1      | 2     |
| 7     | Espagne         | 1  | 0      | 1      | 2     |
| 9     | Croatie         | 1  | 0      | 0      | 1     |
| 9     | Hongrie         | 1  | 0      | 0      | 1     |
| 9     | Irlande         | 1  | 0      | 0      | 1     |
| 12    | Suisse          | 0  | 2      | 1      | 3     |
| 13    | France          | 0  | 1      | 1      | 2     |
| 14    | Belgique        | 0  | 0      | 1      | 1     |
| 14    | Tchéquie        | 0  | 0      | 1      | 1     |
| 14    | Russie          | 0  | 0      | 1      | 1     |
| 14    | Ukraine         | 0  | 0      | 1      | 1     |
| Total | Total           | 17 | 17     | 17     | 51    |